# Droga wojewódzka nr 240
Droga wojewódzka nr 240 (DW240) – droga wojewódzka o długości 68 km łącząca Świecie z Tucholą i Chojnicami. Przebiega przez województwa pomorskie (powiat chojnicki) i kujawsko-pomorskie (powiaty tucholski i świecki). Natężenie ruchu na drodze wynosi od 6 do 11 tys. samochodów dziennie.
Jesienią 2017 rozpoczęto przebudowę 12-kilometrowego odcinka drogi od skrzyżowania ul. Warszawskiej i Nowodworskiego w Tucholi do Bysławia oraz 5-kilometrowego między Terespolem Pomorskim i Polskim Konopatem, remonty mostów na Stążce (w Rudzkim Młynie) i Szumiącej (w Szumiącej), a także budowę dwukilometrowej obwodnicy Płazowa z parkingiem. Zadanie to zrealizowała firma Skanska S.A. za 72 mln zł. W ramach inwestycji droga została poszerzona do 7 m, a wzdłuż niej na długości 13 km powstały ścieżki rowerowe i chodniki. Oficjalne zakończenie inwestycji nastąpiło w połowie 2019 roku

## Historia numeracji
Na przestrzeni lat trasa posiadała różne oznaczenia i klasyfikacje:
| Numer | Kategoria                                                      | Przebieg                                          | Lata obowiązywania | Źródło | Uwagi                                                                               |
| ----- | -------------------------------------------------------------- | ------------------------------------------------- | ------------------ | --- | ----------------------------------------------------------------------------------- |
| 49    | droga państwowa                                                | Chojnice – Tuchola – Bysław – Świecie – Przechowo | 1952 (?) – 1985    | - Mapa samochodowa Polski 1:1 000 , Warszawa: Państwowe Przedsiębiorstwo Wydawnictw Kartograficznych, 1962. Brak numerów stron w książce - Atlas samochodowy Polski 1:500 000. Wyd. IV. Warszawa: Państwowe Przedsiębiorstwo Wydawnictw Kartograficznych, 1965, s. 47-49. - Mapa samochodowa Polski 1:1 000 , wyd. jedenaste, Warszawa: Państwowe Przedsiębiorstwo Wydawnictw Kartograficznych, 1972. Brak numerów stron w książce - Mapa samochodowa Polski 1:1 000 , wyd. trzecie, Warszawa: Państwowe Przedsiębiorstwo Wydawnictw Kartograficznych, 1975. Brak numerów stron w książce - Samochodowy atlas Polski 1:500 000. Wyd. V. Warszawa: Państwowe Przedsiębiorstwo Wydawnictw Kartograficznych, 1979, s. 49-51. ISBN 83-7000-017-7. - Hegi Gyula, Domokos Gyrögy: EUROPE L'EUROPE EUROPA ЕВРОПА Road atlas Atlas Routier Autoatlas АТЛАС автомобильных дорог. Budapeszt: Cartographia Budapest, 1981. ISBN 963-350-412-0. Brak numerów stron w książce | Oznaczana na polskich mapach i atlasach drogowych po 1980 r. jako droga drugorzędna |
| 240   | • droga krajowa (1985 – 1998) • droga wojewódzka (od 1 I 1999) | Chojnice – Tuchola – Świecie                      | od 1985            | - Uchwała nr 192 Rady Ministrów z dnia 2 grudnia 1985 r. w sprawie zaliczenia dróg do kategorii dróg krajowych. (M.P. z 1986 r. nr 3, poz. 16) - Polska: atlas samochodowy 1:300 000. Wyd. pierwsze. Warszawa: Polskie Przedsiębiorstwo Wydawnictw Kartograficznych, 1992. ISBN 83-7000-080-0. Brak numerów stron w książce - Polska: mapa samochodowa 1:700 000, wyd. 1, Szczecin: Wydawnictwo Kartograficzne KOMPAS, 1996–1997, ISBN 83-904373-2-5. Brak numerów stron w książce - Polska: mapa samochodowa 1:700 000, wyd. II Zmienione i poprawione, Szczecin: Wydawnictwo Kartograficzne KOMPAS, 1997–1998, ISBN 83-904373-3-3. Brak numerów stron w książce - Rozporządzenie Rady Ministrów z dnia 15 grudnia 1998 r. w sprawie ustalenia wykazu dróg krajowych i wojewódzkich (Dz.U. z 1998 r. nr 160, poz. 1071) | dozwolony ruch ciężki – dop. nacisk na oś do 10 ton                                 |

## Dopuszczalny nacisk na oś
Na całej długości drogi dopuszczalny jest ruch pojazdów o nacisku pojedynczej osi do 10 ton.

## Miejscowości leżące przy trasie DW240
- Świecie (S5, DK91) - obwodnica
- Polski Konopat
- Przysiersk
- Plewno
- Bramka
- Błądzim (DW239)
- Bysław
- Szumiąca
- Płazowo
- Tuchola (DW237, DW241)
- Bladowo
- Żalno
- Silno
- Pawłowo
- Chojnice (DK22, DW212, DW235)